# Ley de Libre Elección
El Ley de Libre Elección (en indonesio: Penentuan Pendapat Rakyat, PEPERA, Determinación de la Opinión del Pueblo), a menudo denominada despectivamente como el "Ley de No Elección", fue una votación realizada el 2 de agosto de 1969 en la cual 1025 hombres y mujeres seleccionados por los militares indonesios en Nueva Guinea Occidental, votaron por unanimidad a favor del control indonesio.
El evento fue reconocido por las Naciones Unidas en la resolución 2504 de la Asamblea General, sin determinar si cumplía con el Acuerdo de Nueva York que lo autorizó, y sin determinar si fue un acto de "autodeterminación" como se menciona en las resoluciones de la Asamblea General 1514 y 1541.

## Metodología

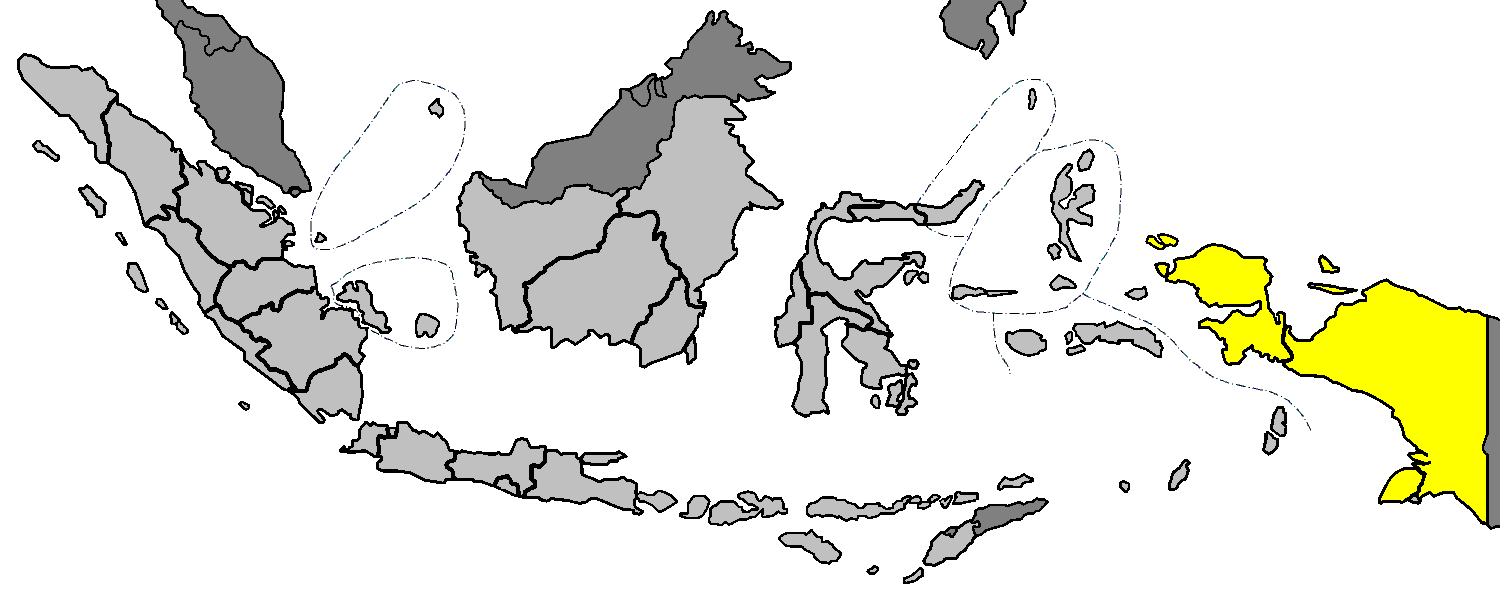
Mapa de Indonesia, con Nueva Guinea Occidental señalada en amarillo

El referéndum y su conducta se habían especificado en el Acuerdo de Nueva York, según el cual el gobierno de Indonesia invitaría al Secretario General de la ONU a designar un representante que asesoraría al gobierno indonesio en los arreglos para brindar a los habitantes del territorio la oportunidad de decidir libremente. Dicho representante fue el boliviano Fernando Ortiz-Sanz. Según el Acuerdo de Nueva York, el plebiscito no iba a ocurrir hasta un año después de la llegada del representante de la ONU en el territorio el 22 de agosto de 1968.
El Acuerdo de Nueva York especificaba que todos los hombres y mujeres en Papúa que no eran extranjeros tenían derecho a votar en esta decisión. El general Sarwo Edhi Wibowo, en cambio, seleccionó a 1025 hombres y mujeres melanesios (de una población estimada de 800.000 habitantes) como representantes de Nueva Guinea Occidental en la votación, para la cual se les pidió que votaran levantando la mano o leyendo guiones preparados, en una exhibición para los observadores de las Naciones Unidas. Votaron públicamente y por unanimidad a favor del control indonesio.
Las Naciones Unidas tomaron nota de los resultados con la Resolución 2504 de la Asamblea General. Según Hugh Lunn, periodista de Reuters, los hombres que fueron seleccionados para la votación fueron chantajeados para que votaran en contra de la independencia con amenazas de violencia contra sus personas y sus familias.

## Exigencias para una nueva elección
El "Ley de libre elección" a menudo ha sido criticado como el "Acto de no elección", y muchos activistas de la independencia protestan continuamente por un nuevo referéndum para todos los papúes, el cual es respaldado por varias organizaciones internacionales.
Se ha pedido a las Naciones Unidas que realicen su propio referéndum, con un electorado tan amplio como los críticos dicen que el Acuerdo de Nueva York obligó pero que la Ley de libre elección no cumplió. La posición del gobierno indonesio es que la observación de los resultados de las Naciones Unidas valida la conducta y los resultados.